# تينغا (لاعب كرة قدم مواليد 1990)
لويز أوتافيو سانتوس دي أراوجو (بالبرتغالية: Luiz Otávio Santos de Araújo) (12 أكتوبر 1990 في البرازيل – )؛ هو لاعب كرة قدم يلعب كلاعب وسط لعب سابقاً في نادي أم صلال.

## وصلات خارجية
- لويز أوتافيو سانتوس دي أراوجو على موقع رابطة كرة القدم اليابانية للمحترفين (اليابانية)
- لويز أوتافيو سانتوس دي أراوجو على موقع قاعدة بيانات كرة القدم.إي يو (الإنجليزية)
- لويز أوتافيو سانتوس دي أراوجو على موقع Soccerway.com (الإنجليزية)
- لويز أوتافيو سانتوس دي أراوجو على موقع عالم كرة القدم.نت (الإنجليزية)